# Кевин Скинър
Кевин Скинър (на английски: Kevin Skinner) е американски певец на кънтри музика и автор на песни, безработен фермер, на 35 години. Той е роден и отрасъл в град Мейфийлд, щата Кентъки. Започва да свири на китара и да пее на 12-годишна възраст.
Става известен като победител в четвъртия сезон на шоуто Америка има талант (America’s Got Talent) през 2009 година. Той грабва публиката и журито с дълбокия си и едновременно нежен глас, изпълнен с много емоции, чистота и искреност.